# Lumina
Luminaは、プラグインに基づいたUnixとUnix系オペレーティングシステム (OS) のためのデスクトップ環境である。TrueOSとBSD派生システムのためのシステムインターフェースとして設計されたが、様々なLinuxディストリビューションにも移植されている。

## 歴史
2012年、Luminaは最初Fluxboxの拡張機能の集合としてKen Mooreによって作られた。2013年暮れには、Mooreは、FluxboxのためのグラフィカルなオーバーレイをQt4で開発し、"アプリケーション起動とファイルを開く"ためのユーティリティも作成した。2014年初頭にコードベースはPC-BSDのソースレポジトリに統合され、同年4月にはFreeBSDのPorts Collectionにも追加された。ソースコードは、分離されたGitHubの"under the PC-BSD umbrella"レポジトリに移され、Qt5を使うように変換された。開発はFluxboxの中核をQtベースでLuminaに統合されたウィンドウマネージャで置き換えることにも注力した。
プロジェクトは、D-BusやPolicyKit、systemdのようなLinuxベースのツールやフレームワークを利用することを避けている。

## 特徴
デスクトップとアプリケーションメニューは、最初に起動した時に動的に設定され、デスクトップ環境は自動でデスクトップアイコンとして、インストールされたアプリケーションを検索しメニューに追加する。デフォルトのパネルはスタートメニューとタスクマネージャ、システムトレイを含んでおり、これらの場所はカスタマイズ可能である。メニューはスタートメニューか、デスクトップの背景をマウスで右クリックすることによってアクセス可能である。
Luminaは次のようなユーティリティを含む。ファイルマネージャのInsight、ファイルの形式とその他の詳細を報告するFile information、選択されたファイルやフォルダに基づきアプリケーションを起動するグラフィカルなユーティリティ、Lumina Openなどである。

## 移植
Luminaは、様々なBSD OSやLinuxディストリビューションに移植されている。

### 利用できる環境の例
- BSD
  - TrueOS[6]
  - DragonFly BSD[6]
  - FreeBSD[7]
  - NetBSD[6]
  - OpenBSD[6]
  - kFreeBSD[6]
- Linuxディストリビューション
  - antiX Linux[8]
  - Arch Linux[9]
  - Debian[6]
  - Fedora[10]
  - Gentoo Linux[6]
  - Manjaro[10]
  - PCLinuxOS[10]

### リファレンス
- Larabel, Michael (2017年11月23日). “Lumina 1.4 Desktop Environment Released”.   Phoronix. 2018年1月13日閲覧。
- Moore, Ken (September 2015). “Basis Of The Lumina Desktop Environment”. BSD Magazine 2016年11月23日閲覧。.
- Nestor, Marius (2017年11月22日). “Lumina 1.4 Desktop Environment debuts with new Theme Engine and ZFS integrations”.   Softpedia. 2018年1月13日閲覧。
- Watson, J.A. (2016年8月18日). “Hands-on: Lumina Desktop 1.0.0”.  ZDNet. 2016年11月23日閲覧。
- “Lumina”.   Arch Linux. 2016年11月23日閲覧。
- “Lumina”.   Freshports. 2016年11月23日閲覧。
- “Version 1.0.0 Released”.   Lumina Desktop Environment project. 2016年11月23日閲覧。
- “Lumina Desktop FAQ/Status Update”.   Lumina Desktop Environment project. 2016年11月23日閲覧。
- “Lumina Desktop Environment”.   Lumina Desktop Environment project. 2016年11月23日閲覧。